# 豊原周義
豊原 周義（とよはら ちかよし、生没年不詳）とは、明治時代の女性浮世絵師。

## 来歴
豊原国周の門人。本名は鈴木サト、豊原の画姓を称す。作画期は明治8年（1875年）から13年の頃にかけてで、風俗画や役者絵を描いている。明治11年（1878年）には築地三丁目八番地に、翌年には谷中清水町に住んだ。

## 作品
- 「東京開化名所記　王子稲荷社」　大判錦絵　都立図書館所蔵　※明治8年、国周との合作
- 「天覧栄七曲合」　大判錦絵3枚続　※明治11年、「築地三丁目八番地」とあり
- 「仮名手本忠臣蔵」　大判錦絵2枚続　早稲田大学演劇博物館所蔵　※明治11年11月、東京新富座の『仮名手本忠臣蔵』より
- 「浄るり 積恋雪関扉」　大判錦絵2枚続　同上　※明治12年1月、新富座の『積恋雪関扉』より
- 「天覧栄之舞振」　大判錦絵3枚続　※明治13年
- 「柱かけづくし」　大判錦絵